# Caumont (Pas-de-Calais)
Caumont ist eine französische Gemeinde mit 153 Einwohnern (Stand: 1. Januar 2022) im Département Pas-de-Calais in der Region Hauts-de-France (vor 2016 Nord-Pas-de-Calais). Sie gehört zum Arrondissement Montreuil und zum Gemeindeverband Les 7 Vallées. Die Einwohner werden Caumontois und Caumontoises genannt.

## Lage
Die Gemeinde Caumont liegt in einem Seitental des Authie, 27 Kilometer südöstlich von Montreuil-sur-Mer. Nachbargemeinden von Caumont sind Chériennes im Norden, Fontaine-l’Étalon im Nordosten, Gennes-Ivergny im Südosten, Tollent im Südwesten, Labroye im Westen sowie Regnauville im Nordwesten.

## Bevölkerungsentwicklung
| Jahr      | 1962 | 1968 | 1975 | 1982 | 1990 | 1999 | 2007 | 2014 |
| Einwohner | 337  | 328  | 290  | 224  | 200  | 206  | 188  | 184  |

## Sehenswürdigkeiten

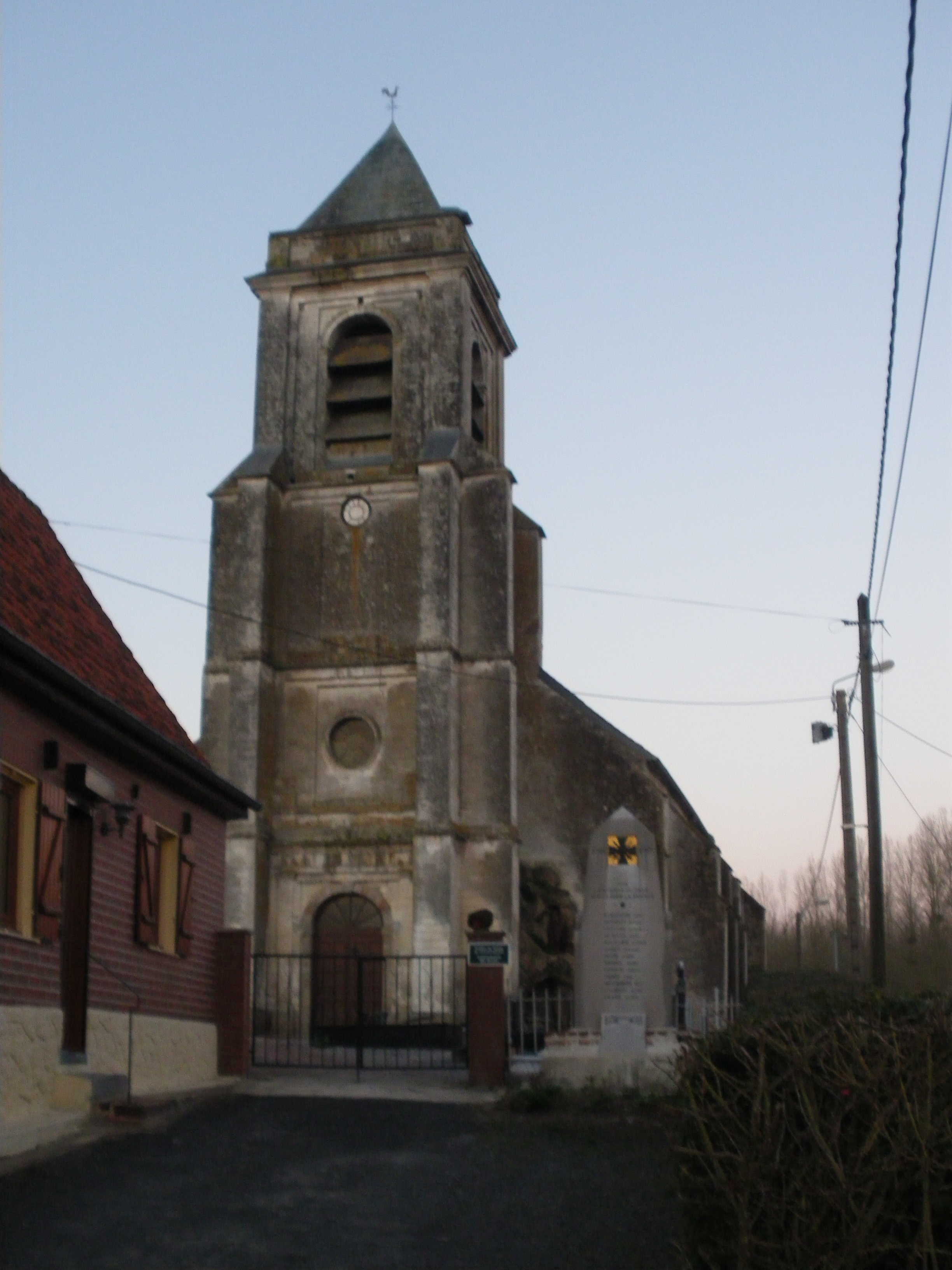
Kirche Saint-Martin
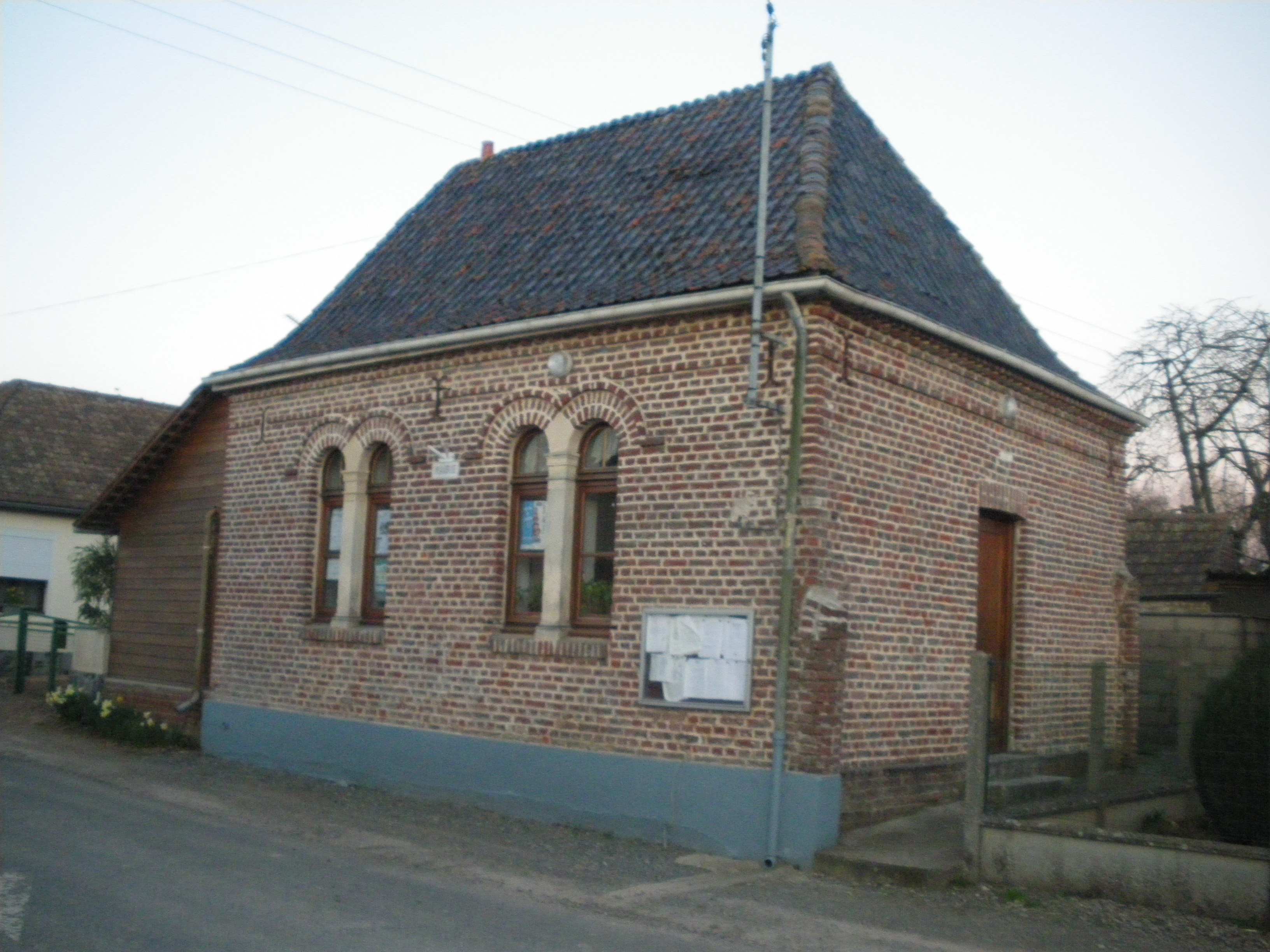
Mairie Caumont
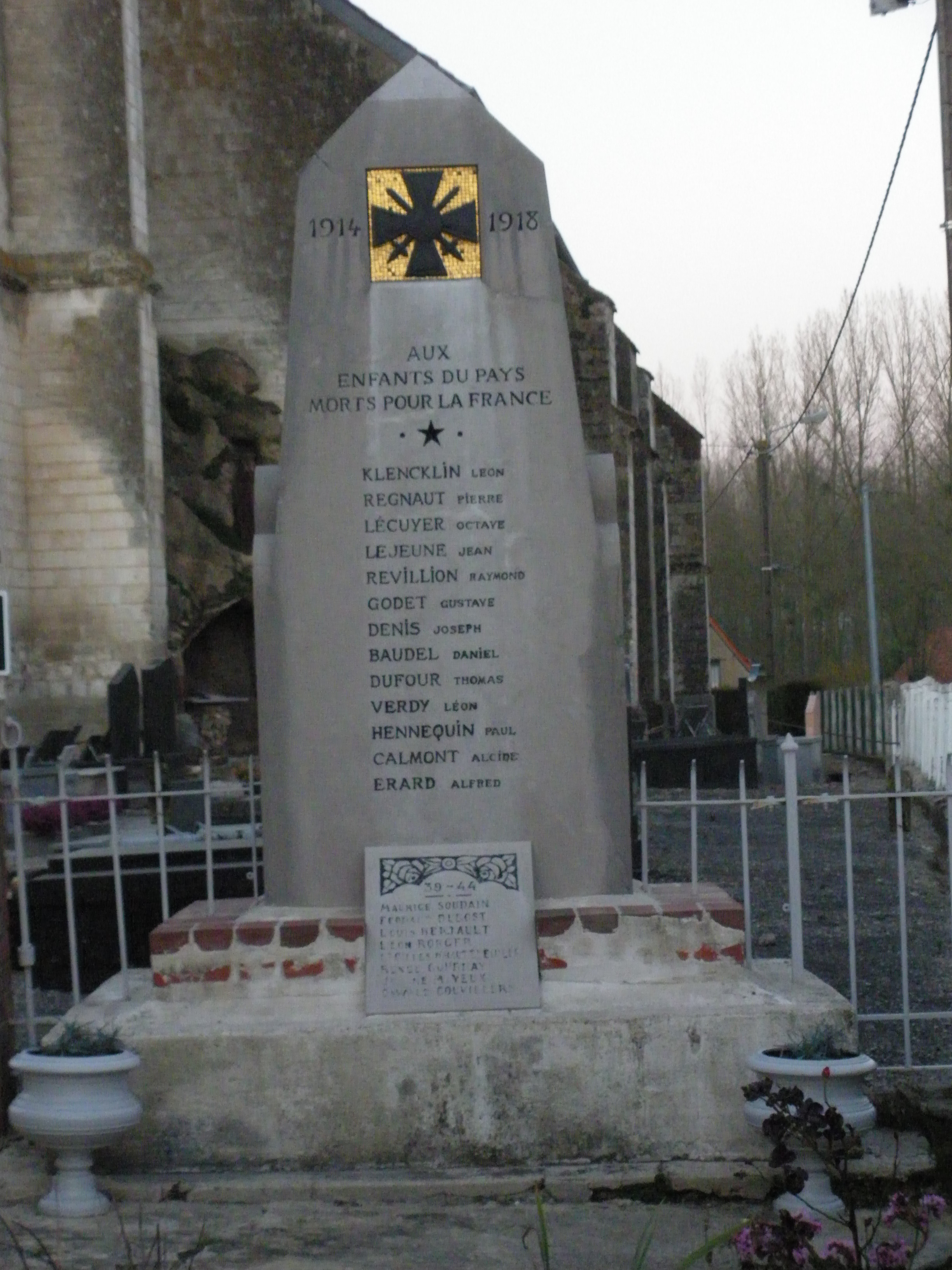
Gefallenendenkmal

- Kirche Saint-Martin
- Mairie Caumont
- Gefallenendenkmal